# Valfermoso de Tajuña
Valfermoso de Tajuña – gmina w Hiszpanii, w prowincji Guadalajara, w Kastylii-La Mancha, o powierzchni 29,45 km². W 2011 roku gmina liczyła 64 mieszkańców.